# Sant Sebastià de Sant Feliu de Pallerols
Sant Sebastià de Sant Feliu de Pallerols és una ermita del municipi de Sant Feliu de Pallerols (Garrotxa) inclosa en l'Inventari del Patrimoni Arquitectònic de Catalunya.

## Descripció
L'ermita de Sant Sebastià és d'una sola nau, amb absis pla i una petita estança en un costat. La nau està coberta amb arc de mig punt i una motllura que imita un entaulament recorre la part superior dels murs laterals.
El parament de la meitat inferior de la façana principal és de carreus grans i ben treballats, mentre que la part superior és de pedra petita i irregular. La porta és allindanada i està emmarcada, a una certa distància, per dues pilastres que aguanten un entaulament sobre el qual hi ha la forma d'un frontó triangular buit coronat per una creu. A la part superior de la façana hi ha un òcul i acaba en un petit campanar d'espadanya d'un sol ull.

## Història
Aquesta capella ja apareix documentada l'any 1570 com a Sacellum divi Sebastiani, l'origen de la qual és un oratori al costat de la via romana precursora del camí ral d'època medieval.